# Skärgölen (Åseda socken, Småland)
Skärgölen är en sjö i Uppvidinge kommun i Småland och ingår i Alsteråns huvudavrinningsområde.